# 1986 au Belize
Chronologie du Belize
- 1982
- 1983
- 1984
- 1985
- 1986
- 1987
- 1988
- 1989
- 1990

Cet article présente les faits marquants de l'année 1986 au Belize.

## Gouvernement
- Monarque : Élisabeth II
- Gouverneur général : Elmira Minita Gordon
- Premier ministre : Manuel Esquivel
- Chef de l'opposition : Florencio Marin (en)

## Statistiques
- x

## Évènements

### Non daté
- Le tout premier malade atteint du SIDA est confirmé dans le pays[1].
- Dernière campagne de fouilles réalisée sur le site archéologique de Lamanai. Les fouilles avaient démarré en 1974[2].
- Début de fouilles sur le site archéologique de Pacbitun[3].

### Janvier
- Louis Farrakhan, chef religieux américain suprémaciste noir, visite le Belize[4],[5].

### Février
- Début du tournage du film américain Mosquito Coast avec Harrison Ford dans le rôle principal[6].

### Mars
- 23 février - 16 mars : la RAFOS Expedition permet de recenser et récolter des données sur 115 espèces d'oiseaux présentes dans le pays[7].
- 17 mars : le Belize ratifie la convention contre la torture et autres peines ou traitements cruels, inhumains ou dégradants[8].

### Avril
- x

### Mai
- x

### Juin
- x

### Juillet
- x

### Août
- x

### Septembre
- fondation du Corozal Junior College (en), université à Corozal Town[9].
- 4 septembre : mise en place de relations diplomatiques avec la Grèce[10].
- 21 septembre : Fête nationale.

### Octobre
- 3 octobre : éclipse solaire partielle.

### Novembre
- 23 novembre : création du Parc National du Trou Bleu de St. Herman (Herman's Blue Hole National Park)[11],[12].

### Décembre
- x

## Sport
- Le Belize rejoint la FIFA[13],[14].
- Fondation du Belmopan Bandits Football Sporting Club.

## Publications
- (en) O. Nigel Bolland, Belize: A New Nation In Central America, Westview Press, 1986, 157 p. (ISBN 978-0813300054)

## Naissances
- 20 février : Kaina Martinez (en), athlète

## Décès
- x